# Quíone (hija de Calírroe)
En la mitología griega Quíone (Χιόνη: Khióne) era una náyade, hija del río Nilo y de la oceánide Calírroe; aparece sólo en una fuente tardía. Durante su vida la desdichada Calírroe fue violada por un campesino local; por orden de Zeus Hermes la raptó y la situó entre las nubes. Desde entonces las nubes dejan caer nieve (χιών, khiôn) sobre el desierto y por esto la nieve es enemiga para la labor de los campesinos. Se cree que la palabra griega para nieve (χιών chiōn) procede de su nombre.